# Кария (княжество)
Княжество Кария (яп. 刈屋藩 Кария-хан) — феодальное княжество (хан) в Японии периода Эдо (1600—1871), в провинции Микава региона Токайдо на острове Хонсю (современная префектура Айти).

## История княжества
Административный центр княжества: замок Кария (современный город Кария, префектура Айти).
Доход хана:
- 1600—1615 годы — 30 000 коку риса
- 1615—1632 годы — 20 000 коку
- 1632—1649 годы — 30 000 коку риса
- 1649—1651 годы — 20 000 коку
- 1651—1702 годы — 23 000 коку риса
- 1702—1710 годы — 16 000 коку
- 1710—1712 годы — 50 000 коку
- 1712—1871 годы — 23 000 коку риса

В период Сэнгоку территория Карии в провинции Микава принадлежало роду Мидзуно. Замок Кария был основан Мидзуно Тадамасой (1493—1543), дедом Токугава Иэясу по материнской линии. Тоётоми Хидэёси перевёл род Мидзуно в провинцию Исэ. В 1600 году после битвы при Сэкигахара Токугава Иэясу разрешил Мидзуно Кацунари (внуку Тадамасы) (1564—1651) вернуться в свои прежние родовые владения в провинции Микава. В 1616 году Мидзуно Кацусигэ был переведён в Корияма-хан (провинция Ямато).
В 1616—1632 годах Кария-ханом владел Мидзуно Тадакиё (1582—1647), младший брат Кацунари, бывший ранее правителем Обата-хана в провинции Кодзукэ. В 1632 году его перевели из замка Кария в Ёсида-хан (провинция Микава).
В 1632 году новым правителем домена был назначен Мацудайра Тадафуса (1619—1700), который до этого являлся владельцем Ёсида-хана. В 1649 году он получил во владение Фукутияма-хана в провинции Тамба. В 1649—1651 годах княжеством управлял Мацудайра Садамаса (1610—1673), происходивший из другой ветви рода Мацудайра.
В 1651—1702 годах Кария-ханом управлял род Инагаки. В 1651 году в замок Кария был переведён Инагаки Сигэцуна (1583—1654), ранее владевший Сандзё-ханом в провинции Этиго. В 1654 году ему наследовал внук Инагаки Сигэаки (1636—1703), который в 1687 году уступил власть в княжестве своему сыну Инагаки Сигэтоми (1673—1710). В 1702 году Инагаки Сигэтоми был переведён в Отаки-хан (провинция Кадзуса).
В 1702 году княжество получил во владение Абэ Масахару (1637—1716), бывший правитель Отаки-хана. В 1709 году Абэ Масахару передал власть в домене своему старшему сыну Абэ Масатанэ (1700—1751), который в 1710 году был переведён в Сануки-хан (провинция Кадзуса).
В 1710—1712 годах Кария-хан принадлежал Хонде Тадаёси (1690—1751), который ранее правил Мураками-ханом в провинции Этиго. В 1712 году его перевели из Кария-хана в Кога-хан (провинция Симоса).
В 1712—1747 годах княжеством управлял род Миура. В 1712 году из Нобэока-хана в Кария-хан был переведён Миура Акихиро (1658—1725). В 1724 году он передал власть в домене своему третьему сыну Миуре Акитаке (1689—1726). В 1726—1747 годах 3-м даймё был Миура Ёсисато (1696—1756), сын Акитаки. В 1747 году его перевели в Нисио-хан (провинция Микава).
В 1747—1871 годах Кария-ханом управлял род Дои. В 1747 году первым даймё стал Дои Тосинобу (1728—1771), ранее правивший в Нисио-хане. Его потомки владели княжеством вплоть до Реставрации Мэйдзи. 8-й даймё Дои Тосиёси (1847—1866), занимавший ряд важных должностей в администрации бакуфу, предоставил убежище в своих владениях повстанцам из движения Сонно Дзёи и вынужден был уйти в отставку. Его приемный сын и 9-й даймё Дои Тосинори (1866—1871) управлял княжеством во время гражданской войны между сторонниками сёгуната Токугава и императорского правительства Мэйдзи. В 1869 году Дои Тосинори был назначен губернатором Кария-хана.
Кария-хан был ликвидирован в июле 1871 года. Первоначально княжество было переименовано в префектуру Кария, которая позднее стала вошла в состав префектуры Нукады, которая затем была включена в состав префектуры Айти.

## Правители княжества
- Род Мидзуно, 1600—1632 (фудай-даймё)

| № | Имя              | Имя      | Годы правления | Годы жизни  | Примечания                     |
| - | ---------------- | -------- | -------------- | ----------- | ------------------------------ |
| 1 | Мидзуно Кацунари | 水野勝成 | 1600 — 1615    | 1564 — 1651 | Старший сын Мидзуно Тадасигэ   |
| 2 | Мидзуно Кацусигэ | 水野忠清 | 1615 — 1632    | 1582 — 1647 | Четвертый сын Мидзуно Тадасигэ |

- Род Мацудайра, 1632—1649 (фудай-даймё)

| № | Имя                | Имя                 | Годы правления | Годы жизни  | Примечания                                |
| - | ------------------ | ------------------- | -------------- | ----------- | ----------------------------------------- |
| 1 | Мацудайра Тадафуса | 松平忠房 (島原藩主) | 1632 — 1649    | 1619 — 1700 | Старший сын и преемник Мацудайры Тадатоси |

- Род Мацудайра, 1649—1651 (фудай-даймё)

| № | Имя                | Имя            | Годы правления | Годы жизни  | Примечания |
| - | ------------------ | -------------- | -------------- | ----------- | --- |
| 1 | Мацудайра Тадамаса | 松平(久松)定政 | 1649 — 1651    | 1610 — 1673 | Младший сын Мацудайры Садакацу<ref[[>Мацудайра Садакацу]] (1560—1624) - даймё Какэгава-хана (1601-1607), Фусими-хана (1607-1616) и Кувана-хана (1616-1624)</ref> |

- Род Инагаки, 1651—1702 (фудай-даймё)

| № | Имя              | Имя      | Годы правления | Годы жизни  | Примечания                                              |
| - | ---------------- | -------- | -------------- | ----------- | ------------------------------------------------------- |
| 1 | Инагаки Сиэцуна  | 稲垣重綱 | 1651 — 1654    | 1583 — 1654 | Старший сын Инагаки Нагасигэ                            |
| 2 | Инагаки Сигэаки  | 稲垣重昭 | 1654 — 1687    | 1636 — 1703 | Сын Инагаки Сигэмасы (1614—1635) и внук Инагаки Сиэцуны |
| 3 | Инагаки Сигэтоми | 稲垣重富 | 1687 — 1702    | 1673 — 1710 | Старший сын Инагаки Сигэаки                             |

- Род Абэ, 1702—1710 (фудай-даймё)

| № | Имя          | Имя      | Годы правления | Годы жизни  | Примечания                  |
| - | ------------ | -------- | -------------- | ----------- | --------------------------- |
| 1 | Абэ Масахару | 阿部正春 | 1702 — 1709    | 1637 — 1716 | Второй сын Абэ Сигэцугу     |
| 2 | Абэ Масатанэ | 阿部正鎮 | 1709 — 1710    | 1700 — 1751 | Сын и преемник Абэ Масахару |

- Род Хонда, 1710—1712 (фудай-даймё)

| № | Имя           | Имя      | Годы правления | Годы жизни  | Примечания                                      |
| - | ------------- | -------- | -------------- | ----------- | ----------------------------------------------- |
| 1 | Хонда Тадаёси | 本多忠良 | 1710 — 1712    | 1690 — 1751 | Внук Хонды Масакацу, усыновлён Хондой Тадатакой |

- Род Миура, 1712—1747 (фудай-даймё)

| № | Имя           | Имя      | Годы правления | Годы жизни  | Примечания                           |
| - | ------------- | -------- | -------------- | ----------- | ------------------------------------ |
| 1 | Миура Акихиро | 三浦明敬 | 1712 — 1724    | 1658 — 1725 | Старший сын и преемник Миуры Ясуцугу |
| 2 | Миура Акитака | 三浦明喬 | 1724 — 1726    | 1689 — 1726 | Третий сын Миуры Акихиро             |
| 3 | Миура Ёсисато | 三浦義理 | 1726 — 1747    | 1696 — 1756 | Младший сын Миуры Акихиро            |

- Род Дои, 1747—1871 (фудай-даймё)

| № | Имя          | Имя      | Годы правления | Годы жизни  | Примечания                                       |
| - | ------------ | -------- | -------------- | ----------- | ------------------------------------------------ |
| 1 | Дои Тосинобу | 土井利信 | 1747 — 1767    | 1728 — 1771 | Старший сын и преемник Дои Тосицунэ              |
| 2 | Дои Тосинари | 土井利徳 | 1767 — 1787    | 1748 — 1813 | Третий сын Датэ Мунэмуры, усыновлён Дои Тосинобу |
| 3 | Дои Тосинори | 土井利制 | 1787 — 1794    | 1768 — 1794 | Старший сын Дои Тосинари                         |
| 4 | Дои Тосиката | 土井利謙 | 1794 — 1813    | 1788 — 1813 | Второй сын Дои Тосинари                          |
| 5 | Дои Тосимоти | 土井利以 | 1813 — 1829    | 1796 — 1829 | Младший сын Дои Тосинари                         |
| 6 | Дои Тосихару | 土井利行 | 1830 — 1838    | 1822 — 1838 | Второй сын и преемник Дои Тосимоти               |
| 7 | Дои Тосисукэ | 土井利祐 | 1838 — 1846    | 1821 — 1947 | Из рода Хотта, приёмный сын Дои Тосихару         |
| 8 | Дои Тосиёси  | 土井利善 | 1847 — 1866    | 1830 — 1867 | Из рода Иноуэ, усыновлён Дои Тосисукэ            |
| 9 | Дои Тоситомо | 土井利教 | 1866 — 1871    | 1847 — 1872 | Из рода Такэбэ, усыновлён Дои Тосиёси            |